# Delphin Alard
Delphin Jean Alard, född 8 maj 1815 i Bayonne, död 22 februari 1888 i Paris, var en fransk violinist och violinpedagog och tonsättare.

## Biografi
Alard blev 1827 elev till François Antoine Habeneck och 1843–1875 professor i violinspel vid Paris konservatorium. Alard är ett av den franska violinkonstens mest lysande namn och bland hans elever märks bland andra Pablo Sarasate. Alard gav bland annat ut en violinskola som översattes till flera språk, samt ett stort antal violinkompositioner konserter, fantasier och etyder.
Den 22 juni 1858 invaldes Alard som utländsk ledamot nummer 128 av Kungliga Musikaliska Akademien.